# Embrassez-vous !
Pour plus de détails, voir Fiche technique et Distribution.
Embrassez-vous (Горько!, Gorko!) est une comédie russe réalisée par Jora Kryjovnikov, sortie en 2013.

## Fiche technique
- Titre français : Embrassez-vous ou Embrassez-les tous ![1]
- Titre original : Горько!, Gorko! (litt. « Amer ! »)
- Réalisateur : Jora Kryjovnikov
- Scénario : Jora Kryjovnikov, Alekseï Kazakov, Nikolaï Koulikov
- Photographie : Dmitri Gribanov
- Sociétés de production : Bazelevs, Lunapark
- Pays de production :  Russie
- Langue de tournage : russe
- Format : Couleur - 2,35:1
- Durée : 100 minutes (1h40)
- Genre : Comédie
- Dates de sortie :
  - Russie : 24 octobre 2013
  - Suède : 25 janvier 2014

## Distribution
- Egor Korechkov (ru) : Romain, le marié
- Ioulia Alexandrova : Natacha, la mariée
- Yan Tsapnik (ru) : Boris Ivanovitch, le beau-père de Natacha
- Elena Valiouchkina (ru) : Tatiana, la mère de Natacha
- Alexandre Pal : Liocha, le frère de Romain
- Sergueï Svetlakov : Le maître de cérémonie